# František Gebauer
František Gebauer (* 21. srpna 1946) je český právník a bývalý český a československý bezpartijní politik a poslanec České národní rady a Sněmovny národů Federálního shromáždění na počátku normalizace.

## Biografie
Profesí byl koncem 60. let 20. studentem Právnické fakulty Univerzity Karlovy, členem předsednictva Svazu vysokoškolského studentstva a předsedou akademické rady studentů Právnické fakulty. Bydlel v Praze.
Po federalizaci Československa usedl v lednu 1969 do Sněmovny národů Federálního shromáždění. Nominovala ho Česká národní rada, kde rovněž zasedal. Ve federálním parlamentu setrval jen do listopadu 1969, kdy v důsledku ztráty mandátu v ČNR přestal být i poslancem FS.
Po sametové revoluci působí v advokacii. Byl například advokátem Františka Chvalovského.